# Stegnogramma cyrtomioides
Stegnogramma cyrtomioides är en kärrbräkenväxtart som först beskrevs av Carl Frederik Albert Christensen, och fick sitt nu gällande namn av Ren-Chang Ching. Stegnogramma cyrtomioides ingår i släktet Stegnogramma och familjen Thelypteridaceae. Inga underarter finns listade.